# 函館縣
函館縣（日语：〔〕／ Hakodate ken */?）為日本北海道在開拓使完成十年計畫後，於1882年2月8日廢除開拓使後所設置的縣，同一時期在北海道所設置的縣還有札幌縣和根室縣；1886年1月26日日本政府為統一管理整個北海道的發展建設，決定廢除位於北海道的三個縣改設置北海道廳，原有的組織則改為函館支廳。

## 概況
函館縣由原本的開拓使函館支廳改制而成，縣廳設於原渡島國龜田郡的函館區（現在的函館市）。其轄區包括原渡島國、後志國的久遠郡、奧尻郡、太櫓郡、瀨棚郡、壽都郡、島牧郡、歌棄郡、磯谷郡和膽振國的山越郡，也就是現在的渡島綜合振興局、檜山振興局和後志綜合振興局的西南部區域。
以地理上來看，函館縣的轄區位於整個渡島半島的區域。
在1886年時全縣人口約為15.1萬。